# St. Michael (Haigerach)
Die römisch-katholische Kapelle St. Michael steht in Haigerach, einem Ortsteil von Reichenbach, einem Stadtteil der Stadt Gengenbach im Ortenaukreis in Baden-Württemberg. Die Kapelle gehört zur Seelsorgeeinheit Vorderes Kinzigtal St. Primin.

## Beschreibung
Die im 12. Jahrhundert erbaute Kapelle besteht aus einem Chorraum, in welchem an einem hölzernen Dachreiter eine Kirchenglocken hängt. Der Dachreiter ist in einem sechseckigen Grundriss gebaut. Das Gebäude besitzt auf der Seite der Talstraße ein Uhrenziffernblatt und die Glocke ist mit einem Schlagwerk bestückt. Heute ist die Kapelle sanierungsbedürftig.

## Geschichte
Erbaut wurde die Kapelle im 12. Jahrhundert, erstmals erwähnt 1298. Die erste Glocke wurde 1732 von J. Ludwig Edel in Straßburg gegossen und besteht aus Bronze.
| Gießer         | Gussort   | Gussjahr | Material | ∅ in mm | Kilogramm | Nominal |
| -------------- | --------- | -------- | -------- | ------- | --------- | ------- |
| J. Ludwig Edel | Straßburg | 1834     | Bronze   | 560     | ca. 90    | e″+3    |